# Rolf Almqvist
För andra betydelser, se Rolf Almqvist (olika betydelser).
Rolf Börje Gunnar Almqvist, född 5 november 1931 i Karlskrona amiralitetsförsamling, död 5 februari 2003 i Helsingborgs Maria församling, var en svensk handbollsspelare och handbollstränare.

## Karriär
Rolf Almqvist började spela handboll först när han var 17 år i IFK Karlskrona och tillhörde snart det allsvenska laget i klubben. 1955 vann han skytteligan i allsvenskan (nuvarande Handbollsligan) då han spelade för IFK Karlskrona. 1957 gjorde Almqvist som andra spelare i historien 13 mål i en match i högsta serien. Han spelade i klubben fram till slutet av 1950-talet, men utbildade sig till slöjdlärare och fick inget arbete i Karlskrona. Han hamnade därför i Helsingborg och Vikingarnas IF, där Almqvist var med om att spela upp klubben i allsvenskan 1960. Året efter vann Vikingarnas IF SM-guld. Almqvist spelade sedan i klubben till slutet av 1960-talet och vann ett nytt SM-guld 1967 med Vikingarna. Han vann skytteligan även 1962/1963 då han spelade för Vikingarna. Han gjorde 1 164 mål och tillhörde därmed de fåtal spelare som gjorde 1 000 mål i allsvenskan, vilket bara Carl-Erik Stockenberg överträffade i den generationen.
Parallellt spelade Rolf Almqvist i svenska landslaget, där han debuterade 1953 och spelade 81 landskamper fram till 1965. Han var med i VM-laget 1954 som tog guld och spelade även i VM 1961 och VM 1964. I VM-finalen 1964 lade han fem mål (bäst i Sverige). VM 1958 blev han inte uttagen till då han spelade i lägre serie. Han är Stor Grabb och anses vara en av de stora legendarerna i svensk handboll.
Redan innan han slutade spela tränade han Vikingarnas damlag, som spelade i allsvenska damserien södra (det var innan Allsvenskan skapades 1971). Han fortsatte att träna ungdomslag och damlag i klubben hela sitt återstående liv. År 2001 fick han Helsingborgsmedaljen för sina insatser i Helsingborgsidrotten. Han dog under en flicklagsträning den 5 februari 2003.

## Meriter
- VM-guld 1954 med Sveriges landslag
- VM-brons 1961 med Sveriges landslag
- VM-silver 1964 med Sveriges landslag
- Två SM-guld (1961 och 1967) med Vikingarnas IF

### Individuella utmärkelser
- Helsingborgsmedaljen 2001 (den andre idrottaren efter "Rio-Kalle" Svensson 1989, som tilldelats medaljen)